# Славко Јаневски
Славко Јаневски (Скопље, 11. јануар 1920 — Скопље, 20. јануар 2000) био је истакнути македонски писац кратких прича, романописац, пјесник, филмски сценариста, есејиста и сликар. Дуги низ година био је члан МАНУ-а и Друштва писаца Македоније. Спада у прву генерацију македонских писаца послије Другог свјетског рата, који је поставио темеље савремене македонске књижевности. Његов роман Село иза седам јасенова (1952) био је први роман који је објављен на стандардном, македонском језику.
Због своје плодоносне креативне каријере, Јаневски је награђен бројним наградама и признањима, међу којима је и "АВНОЈ", "11. октобар", "Браћа Миладинови". У његову част у парку "Женски борац" у Скопљу изграђен је споменик академика Томе Серафимовског. Поред тога, у његову част проглашен је и читалац у Скопљу, који је пуштен у рад у 2013. години. 
Комисија за лустрацију Македоније је 2013. године објавила да је дошла до закључка да је Славко Јаневски био сарадник југословенских тајних служби. То је довело до оштрих реакција и неприхватања одлуке МАНУ, Друштво писаца Македоније и шире македонске јавности.

## Биографија
Славко Јаневски рођен је у Скопљу, гдје је завршио основну и стручно-техничку школу. Од 1945. је уредник првог македонског листа за дјецу "Пионир", а затим је био главни и одговорни уредник неколико књижевних часописа, као што су дјечији часопис "Титовци", часописи за књижевност и умјетност "Нови дан" и "Модерност", књижевни лист "Хоризон" и хуморно-сатирични лист "Остен". У међувремену је радио као уредник у издавачким кућама "Кочо Рацин", "Наша књига" и "Македонска книга".
Године 1946. у Скопљу, Славко Јаневски, Блаже Конески, Ацо Шопов, Владо Малески и Коле Чашуле формирали су Друштво писаца Македоније, који је тада пребројавао 7 чланова. Након тога, Јаневски је био и предсједник Друштва. Био је члан македонског ПЕН центра, предсједник Савјета СВП-а, као и члан МАНУ-а од свог оснивања 1967. године.
Јаневски је оставио траг у македонској кинематографији као аутор неколико филмских сценарија: 1967. прилагодио је класичну историјску драму Војдана Чернодринског Македонска крвава свадба, режију Трајче Попов; сарађивао је са Панде Ташковским о филмској адаптацији епског ратног романа "Завјера до Уговора, под називом Македонски дио пакла, у режији Ватрослава Мимице; и адаптирао сопствени хуманистички роман Два мара за филм под називом Кнот, у режији Кирила Ценевског.

## Лустрација
У јуну 2013. године, Комисија за лустрацију против Славка Јаневског је спровела процес лустрације, у којем је утврђено да је сарађивао са тајним службама. Наиме, према речима Комисије, пратио је писце и умјетнике, користећи псеудоним "Славен" и тврдио да су њихова дјела лоша књижевност. На ову одлуку негативно су реаговали МАНУ, Друштво писаца Македоније, македонски ПЕН центар и шира културна јавност у Македонији. МАНУ је чак и јавно затражио преиспитивање одлуке, али је захтјев одбијен од стране Комисије за лустрацију као неоснован.

## Награде и признања
Славко Јаневски је добитник многих награда и признања, међу којима су: „АВНОЈ”, „11. октобар”, „Браћа Миладинов”, награда града Скопље, „Коцо Рацин”, „Македонска ријеч”, награда за књижевни опус „ИДРО - Мисао” и „Мирослав Крлежа”. Исто тако, освојио је и двије златне арене за сценарио филмског фестивала у Пули, за филмске филмове „Ноћ вукова” (1955)и „Македонски дио пакла” (1974).
У сјећању на његов рад, 29. јануара 2010. године, његов споменик, рад академског вајара Томе Серафимовског, откривен је у парку „Женски борац” у Скопљу. Такође, у Општини Центар, 2013. године, отворена је читаоница која је названа у његову част.

## Стваралаштво
Јаневски је аутор многобројних књига за дјецу, путописну прозу, збирки кратких прича, романа и поезије који су преведени на бројне свјетске језике. Према Георгију Старделову, Јаневскова поезија је пуна особина као што су: хумор, фантазија, машта, критичност, магија, сублимација, људска историја. Основ његових дјела је хумор, тј. његова поезија је неодвојива од хумора, који је најчешћи у уништавању конвенција. Истовремено, он даје једну од најбитнијих критика балканске варварске идеологије.
Он је пјесник изненађења,авантуре, овоземаљских чуда, еруптивне поетске имагинације, која одбацује сваки могући ред. У пјесничком доживљају Јаневског, словенска-паганска емоција, осјетљивост и хедонизам, пантеизам и поезије македонске митологије, космологије, демонологије, етнологије су сублимирани.